# 直叶凤尾藓
直叶凤尾藓（学名：Fissidens curvatus）为凤尾藓科凤尾藓属下的一个种。

## 扩展阅读
- 維基物種上的相關：直叶凤尾藓